# Andrena batangensis
Andrena batangensis är en biart som beskrevs av Xu 1994. Andrena batangensis ingår i släktet sandbin, och familjen grävbin. Inga underarter finns listade i Catalogue of Life.